# Остаться в живых (сезон 5)
Пятый сезон американского драматического телесериала «Остаться в живых» начался на канале ABC в США и канале A в Канаде 21 января и закончился двухчасовым финалом 13 мая 2009 года. Сезон продолжает рассказывать историю выживших с вымышленного рейса Oceanic 815 после того, как некоторые из них спаслись, а оставшиеся кажутся исчезнувшими в неизвестное время и место вместе с островом, на котором они находились.
По словам исполнительного продюсера «Остаться в живых» Деймона Линделофа, сезон «о том, почему [тем, кто покинул остров] нужно вернуться». Премьера сезона состоялась 21 января 2009 года на ABC, и состояла из одного клип-шоу и двух новых серий. Остальные серии выходили в эфир по средам в 21:00. В России сезон показывал Первый канал по субботам, начиная с 5 сентября 2009 года, причём время показа часто менялось. На Украине показывался, начиная с 17 августа 2009 года. Показ проводил Новый канал.

## Команда
Сезон был снят компанией ABC Studios, Bad Robot Productions и Grass Skirt Productions и выходил в эфир в США на канале ABC. Сериал в основном снимается на Гавайях с пост-продакшном в Лос-Анджелесе. Дэймон Линделоф и Карлтон Кьюз остаются главными сценаристами. Кроме них, исполнительными продюсерами являются: создатель сериала Дж. Дж. Абрамс, Брайан Бёрк, Джек Бендер, Эдвард Китсис и Адам Хоровиц. Штатными сценаристами служат Линделоф, Кьюз, Китсис, Хоровиц, соисполнительный продюсер Элизабет Сарнофф, наблюдающий продюсер Пол Збыжевски, наблюдающий продюсер Брайан К. Вон, сопродюсер Мелинда Сюй Тейлор и Кайл Пеннингтон. Постоянные режиссёры — Бендер и соисполнительный продюсер Стивен Уильямс.

## Актёрский состав

Основной актёрский состав пятого сезона на промофото. Слева направо: Бенджамин Лайнус (Майкл Эмерсон), Десмонд Хьюм (Генри Йен Кьюсик), Хёрли (Хорхе Гарсиа), Сойер (Джош Холлоуэй), Джульет Бёрк (Элизабет Митчелл), Джек Шепард (Мэттью Фокс), Дэниэл Фарадей (Джереми Дэвис), Саид Джарра (Навин Эндрюс), Сун Квон (Ким Юнджин), Кейт Остин (Эванджелин Лилли), Джон Локк (Терри О’Куинн), Джин Квон (Дэниел Дэй Ким) и Майлз Стром (Кен Люн).

В пятом сезоне 14 главных персонажей, все они были и в четвёртом сезоне. Учитывая то, что сюжет затрагивает два различных периода времени, актёрский состав можно поделить на две части. Первая сюжетная линия повествует о тех, кто покинул Остров: лидере выживших, докторе Джеке Шепарде (Мэттью Фокс), беглой преступнице Кейт Остин (Эванджелин Лилли), психически нездоровом миллионере Хьюго «Хёрли» Рейесе (Хорхе Гарсиа), специалисте по пыткам Саиде Джарра (Навин Эндрюс), опечаленной вдове Сун Квон (Ким Юнджин), жившем на Острове в течение трёх лет Десмонде Хьюме (Генри Йен Кьюсик) и Бенджамине Лайнусе (Майкл Эмерсон), бывшем лидере группы коренных жителей Острова — Других. Вторая следит за оставшимися на Острове, когда они хаотично скачут во времени после перемещения Острова в финале четвёртого сезона. В их число входят бывший мошенник Джеймс «Сойер» Форд (Джош Холлоуэй), бывшая Другая доктор Джульет Бёрк (Элизабет Митчелл), три члена научной команды с корабля, присоединившиеся к выжившим: медиум Майлз Стром (Кен Люн), антрополог Шарлотта Льюис (Ребекка Мэйдер) и физик Дэниэл Фарадей (Джереми Дэвис) — а также Джин Квон (Дэниел Дэй Ким), переживший взрыв на корабле. Единственный главный персонаж, вовлечённый в обе сюжетные линии — Джон Локк (Терри О’Куинн), к концу четвёртого сезона отделившийся от основной массы выживших, чтобы стать новым лидером Других. Однако после первого скачка во времени он воссоединяется с выжившими и впоследствии покидает Остров и умирает, в результате чего спасшиеся с Острова должны вернуться с его телом. Ребекка Мэйдер выбыла из актёрского состава после пятой серии сезона, так как её персонаж — Шарлотта — умерла.
К персонажам, бывшим главными в четвёртом сезоне, но не ставшими таковыми в пятом, относится Клер Литтлтон (Эмили де Рэвин), которая пошла в джунгли за призраком её покойного отца и позже была замечена в передвигающейся хижине, и Майкл Доусон (Гарольд Перрино), погибший при взрыве корабля. Эмили де Рэвин вернётся в основной актёрский состав в шестом сезоне Помимо этого, бывший член актёрского состава Малкольм Дэвид Келли, исполняющий роль Уолтера Ллойда, сына Майкла, появляется в пятом сезоне в качестве приглашённой звезды. Участница основного актёрского состава второго сезона Мишель Родригес вернулась к роли покойной Аны-Люсии Кортес в одной серии.
Несколько приглашённых звёзд прошлых сезонов вновь исполнили свои роли в этом сезоне. Нестор Карбонель появляется в роли кажущегося бессмертным Ричарда Алперта в девяти сериях; Чич Марин возвращается к роли отца Хёрли — Дэвида Рейеса; Франсуа Шо изображает учёного DHARMA Initiative доктора Пьера Чанга; Лэнс Реддик продолжает играть загадочного Мэттью Абаддона; Соня Уолгер играет жену Десмонда — Пенни Уидмор; Уильям Мэйпотер предстаёт как погибший Другой Итан Ром; Джефф Фэйи возвращается как пилот Фрэнк Лапидус; Л. Скотт Колдуэлл и Сэм Андерсон продолжают играть роли супругов: Роуз Нэдлер и Бернарда Нэдлера, соответственно Регулярные приглашённые звёзды Алан Дэйл и Джон Терри, исполняющие роли миллиардера Чарльза Уидмора и покойного Кристиана Шепарда, соответственно, тоже возвращаются в этом сезоне.. Персонаж Даниэль Руссо присутствует в пятом сезоне в более молодом возрасте в исполнении Мелиссы Фарман. Мира Фурлан, которая до этого играла более возрастную Руссо, попросила вывести её персонажа из сериала, потому что она не хотела ездить на Гавайи для съёмок своих сцен. Таня Рэймонд возвращается в роли её дочери, Алекс. Фионнула Флэнаган также возвращается в роли Элоизы Хоукинг. Патрик Фишлер играет Фила — члена DHARMA Initiative. Брэд Уильям Хэнке изображает Брэма — выжившего с рейса 316 Ajira Airways. Юный Стерлинг Бомон вновь исполнит роль Бенджамина Лайнуса в детстве. Марша Томасон ненадолго появится в кадре в роли Наоми Доррит. Продюсеры заявили также, что Винсент — пёс, выживший в катастрофе и обитающий теперь на Острове, будет жив и здоров до завершения сериала.

## Список серий
| № общий | № в сезоне | Название                                                                | Режиссёр       | Автор сценария                      | Центр. персонаж | Дата премьеры   | Зрители в США (млн) |
| --- | ---------- | ----------------------------------------------------------------------- | -------------- | ----------------------------------- | --------------- | --------------- | ------------------- |
| 87 | 1          | «Because You Left» «Потому что вы уплыли»                               | Стивен Уильямс | Деймон Линделоф, Карлтон Кьюз       | нет             | 21 января 2009  | 11.66               |
| Оставшиеся на острове начинают чувствовать последствия перемещения острова, а Джек и Бен начинают работу по воссоединению Шестёрки Oceanic, чтобы вернуться на остров с телом Локка и спасти тех, кто остался. |            |                                                                         |                |                                     |                 |                 |                     |
| 88 | 2          | «The Lie» «Ложь»                                                        | Джек Бендер    | Эдвард Китсис, Адам Хоровиц         | Хёрли           | 21 января 2009  | 11.08               |
| Хёрли и Саид скрываются от полиции после того, что произошло в конспиративной квартире. Жители острова подвергаются нападению со стороны неизвестных врагов. А старый знакомый делает Кейт заманчивое предложение, которое поможет сохранить «Ложь» в тайне. |            |                                                                         |                |                                     |                 |                 |                     |
| 89 | 3          | «Jughead» «Болванка»                                                    | Род Холкомб    | Элизабет Сарнофф, Пол Збышевски     | Десмонд         | 28 января 2009  | 11.07               |
| Десмонд разыскивает мать Фарадея, а выжившие пытаются обезвредить бомбу. |            |                                                                         |                |                                     |                 |                 |                     |
| 90 | 4          | «The Little Prince» «Маленький принц»                                   | Стивен Уильямс | Брайан К. Вон, Мелинда Хсю Тейлор   | Кейт            | 4 февраля 2009  | 10.98               |
| Кто-то пытается отобрать Аарона у Кейт, и она пытается узнать, кто именно. Тем временем Бен и Джек пытаются объединить всех, кто выбрался с острова, а все оставшиеся на острове пытаются добраться до станции «Орхидея». |            |                                                                         |                |                                     |                 |                 |                     |
| 91 | 5          | «This Place Is Death» «Остров смерти»                                   | Пол Эдвардс    | Эдвард Китсис, Адам Хоровиц         | Сун и Джин      | 11 февраля 2009 | 9.77                |
| Джин присоединяется к остальным островитянам. А Бен, Джек, Сун и Десмонд собираются возле церкви. |            |                                                                         |                |                                     |                 |                 |                     |
| 92 | 6          | «316» «316»                                                             | Стивен Уильямс | Деймон Линделоф, Карлтон Кьюз       | Джек            | 18 февраля 2009 | 11.27               |
| Шестёрка Oceanic находит дорогу на остров, но проблема в том, что не все хотят туда возвращаться. |            |                                                                         |                |                                     |                 |                 |                     |
| 93 | 7          | «The Life and Death of Jeremy Bentham» «Жизнь и смерть Джереми Бентама» | Джек Бендер    | Деймон Линделоф, Карлтон Кьюз       | Локк            | 25 февраля 2009 | 9.82                |
| В серии раскрываются подробности роковой миссии Локка (под псевдонимом Джереми Бентама) за пределами острова. |            |                                                                         |                |                                     |                 |                 |                     |
| 94 | 8          | «LaFleur» «ЛаФлёр»                                                      | Марк Голдман   | Элизабет Сарнофф, Кайл Пеннингтон   | Сойер           | 4 марта 2009    | 10.61               |
| Оставшиеся на острове вступают в DHARMA Initiative и ожидают возвращения Локка. Сойер берёт себе псевдоним ЛаФлёр. |            |                                                                         |                |                                     |                 |                 |                     |
| 95 | 9          | «Namaste» «Намасте»                                                     | Джек Бендер    | Пол Збышевски, Брайан К. Вон        | нет             | 18 марта 2009   | 9.08                |
| Джек, Кейт и Хёрли, с помощью Сойера и Джульет, начинают работать на DHARMA Initiative, скрывая при этом то, кто они на самом деле. |            |                                                                         |                |                                     |                 |                 |                     |
| 96 | 10         | «He's Our You» «Это наш ты»                                             | Грег Яйтанс    | Эдвард Китсис, Адам Хоровиц         | Саид            | 25 марта 2009   | 8.82                |
| Мы узнаём о том, как Саид Джарра попал на рейс 316, и о том, как он смог выбраться из плена DHARMA Initiative. |            |                                                                         |                |                                     |                 |                 |                     |
| 97 | 11         | «Whatever Happened, Happened» «Обратной дороги нет»                     | Бобби Рот      | Деймон Линделоф, Карлтон Кьюз       | Кейт            | 1 апреля 2009   | 9.35                |
| Джульет не может вылечить раненого Бена, а Джек отказывается помогать. Кейт относит Бена Другим, чтобы они его исцелили. Ричард объясняет, что это изменит мальчика навсегда. Во флешбэках Кейт решает вернуться на остров и оставляет Аарона его бабушке. |            |                                                                         |                |                                     |                 |                 |                     |
| 98 | 12         | «Dead Is Dead» «Мёртвый — значит мёртвый»                               | Стивен Уильямс | Элизабет Сарнофф, Брайан К. Вон     | Бен             | 8 апреля 2009   | 8.29                |
| Бен возвращается на главный остров, чтобы монстр судил его за то, что он позволил Алекс погибнуть. Флешбэки показывают похищение Беном Алекс и его визит к Десмонду и Пенни. Тем временем Лапидуса берут в заложники выжившие с рейса 316. |            |                                                                         |                |                                     |                 |                 |                     |
| 99 | 13         | «Some Like It Hoth» «Некоторые любят похолоднее»                        | Джек Бендер    | Мелинда Хсю Тейлор, Греггори Нэйшнс | Майлз           | 15 апреля 2009  | 9.23                |
| В 1977 году Роджер, отец Бена, начинает подозревать, что его сын исчез из-за Кейт. Майлзу приказывают доставить тело со стройплощадки станции «Лебедь» его отцу, доктору Чангу. Во флешбэках Майлз обнаруживает у себя способность говорить с мёртвыми и нанимается на корабль, плывущий на Остров.                                                                                  |            |                                                                         |                |                                     |                 |                 |                     |
| 100 | 14         | «The Variable» «Переменная величина»                                    | Пол Эдвардс    | Эдвард Китсис, Адам Хоровиц         | Фарадей         | 29 апреля 2009  | 9.04                |
| Дэниел возвращается на Остров, чтобы предупредить его обитателей о катастрофе на станции «Лебедь». Джек, Кейт и Дэниел затевают перестрелку с DHARMA Initiative, что в итоге приводит к аресту Сойера и Джульет. Во флешбэках показаны отношения Дэниела с его родителями: Элоизой Хоукинг и Чарльзом Уидмором.                                                                      |            |                                                                         |                |                                     |                 |                 |                     |
| 101 | 15         | «Follow the Leader» «Следуй за лидером»                                 | Стивен Уильямс | Элизабет Сарнофф, Пол Збышевски     | нет             | 6 мая 2009      | 8.70                |
| В 1977 году Джек решает последовать совету Фарадея и взорвать водородную бомбу, но Кейт не соглашается с ним. Доктор Чанг убеждает членов DHARM`ы покинуть Остров, и вместе с ними на подлодке уплывают Сойер, Джульет и Кейт. В 2007, Локк воссоединяется с Другими и Ричардом и ведёт их к Джейкобу, которого замышляет убить.                                                     |            |                                                                         |                |                                     |                 |                 |                     |
| 102103 | 1617       | «The Incident» «Авария»                                                 | Джек Бендер    | Деймон Линделоф, Карлтон Кьюз       | Джейкоб         | 13 мая 2009     | 9.43                |
| В 1977 году выжившим удаётся взорвать водородную бомбу на станции «Лебедь», что приводит к страшным последствиям для некоторых персонажей. В 2007 году Локк и Другие идут к основанию четырёхпалой статуи, где живёт Джейкоб. Локк оказывается самозванцем: старый знакомый Джейкоба, он заставляет Бена убить его. Во флешбэках Джейкоб встречается с несколькими главными героями. |            |                                                                         |                |                                     |                 |                 |                     |